# 灵 (基督教)
在《聖經》中，靈（希伯來文：ruach，希臘文：pneuma）和“魂”（希伯來文：nephesh，希臘文：psyche）是不同的，是人裡面兩個不同的部分。
初期的基督徒很多持這種觀點，如保羅在他的書信中提到，“又願你們的靈，與魂，與身子，得蒙保守。”，以及“因为神的话是活的，是有功效的，比一切两刃的剑更锋利，能以刺入、甚至剖开魂与灵，骨节与骨髓，连心中的思念和主意都能辨明。 ”
大半教父也都主張此三元論，如愛任紐（Irenaeus）、遊斯丁（Justin Martyr）、革利免（Clement of Alexander）、俄利根（Origen）和岱迪瑪（Didymus of Alexandria）等，都是三元論者。遊斯丁在《论复活》中说道：“因为身体是魂的家；魂是灵的家。因着一同为神坚定的救赎而欢呼的三部分，将一同得救。”。革力免也在《导师》中说道：“因为根据真理，灵与魂结合，从它（神圣的混合）得到灵感；而肉体，也因为道成肉身的缘故，归于道。”。
今天一般的基督教信仰中，因受古希臘哲學新柏拉圖主義的思想影响，將人划分為兩部分－靈魂與身體。（二元論）
但是，仍有不少基督徒肯定三元論。其中包括德國的Delitzsch；南非的慕安德烈、梅爾、賓路易師母、達秘（J. N. Darby）和中國的倪柝聲。倪柝聲在他的《屬靈人》中把《聖經》中論到靈、魂、體的經節分類，並加以分析，得出人的靈是人最深入的部分，又可分良心、直覺和交通的功用，是人接触神、敬拜神的惟一機關；魂是人的人格，它又可分心思、意志和情感；而體是外在與天然界來往的部分。